# Плотников, Прокофий Абрамович
Плотников Прокофий Абрамович (1868-?) — депутат Государственной Думы Российской империи III созыва от Области войска Донского.

## Биография
Родился в 1868 году. Крестьянин посёлка Максимовский, Сулиновской волости, Черкасского округа области войска Донского. Получил домашнее образование. Грамотный. Четыре года был волостным старостой. Земледелец (3,5 десятины надельной земли).
14 октября 1907 года был избран депутатом Государственной Думы Российской империи III созыва от Области войска Донского. В Думе входил в конституционно-демократическую фракцию. Член комиссии по рыболовству, по переселенческому делу. Подписал законопроекты «О наделении безземельных и малоземельных крестьян землёй», «Об изменении положения о выборах в Государственную Думу», «О введении земства в Сибири», « О распространении на Астраханскую губернию Положения о земских учреждениях», «Об изменении порядка наряда казаков на действительную службу».

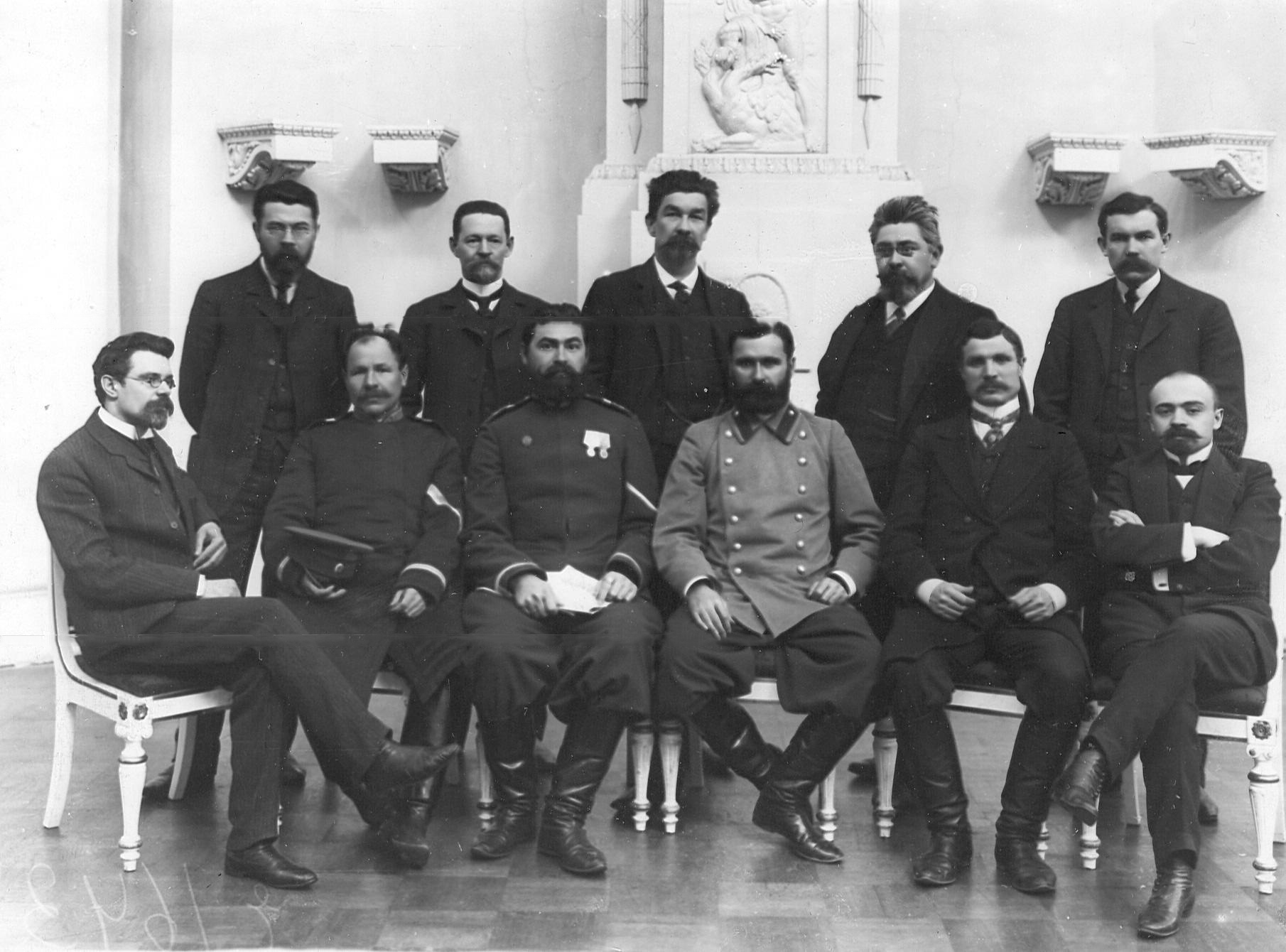
Депутаты Государственной думы Российской империи III созыва от Области войска Донского. Стоят: В. А. Харламов, В. И. Черницкий, П. Р. Пырков, И. Н. Ефремов, М. С. Воронков; сидят: Н. А. Захарьев, А. К. Петров, И. Ф. Кадацков, П. Ф. Кравцов, П. А. Плотников, М. С. Аджемов

Дальнейшая судьба неизвестна.